# Fußball-Bezirksklasse Niederrhein 1946/47
In der Spielzeit 1946/47 bildete die Bezirksklasse die oberste Ligenebene im Gebiet des heutigen Fußball-Verbandes  Niederrhein. Die Meister der vier damals bestehenden Fußballbezirke ermittelten in einer Endrunde den Titelverteidiger Rot-Weiß Oberhausen als Niederrhein-Meister.
In der folgenden Saison 1947/48 bildete eine neue dreigleisige Landesliga die höchste Amateurklasse am Niederrhein und damit den Unterbau der Oberliga West. Von den 54 Bezirksligisten der Saison 1946/47 sicherten sich fünf Mannschaften für die Spielzeit 1947/48 einen Startplatz in der neuen Oberliga West. 25 Mannschaften wurden in die neue Landesliga übernommen und 24 Mannschaften verblieben in der nunmehr drittklassigen Bezirksklasse.

## Abschlusstabellen

### Bezirk Berg-Mark
| Pl. | Verein             | Sp. | Tore  | Punkte |
| --- | ------------------ | --- | ----- | ------ |
| 01. | Fortuna Düsseldorf | 22  | 72:20 | 34:10  |
| 02. | TSG Vohwinkel      | 22  | 47:26 | 34:10  |
| 03. | VfL Benrath        | 22  | 77:20 | 33:11  |
| 04. | VfB 03 Hilden      | 22  | 33:25 | 26:18  |
| 05. | TuRU Düsseldorf    | 22  | 44:39 | 26:18  |
| 06. | BV 04 Düsseldorf   | 22  | 56:42 | 25:19  |
| 07. | SSVg Barmen        | 22  | 28:33 | 21:23  |
| 08. | Cronenberger SC    | 22  | 47:58 | 20:24  |
| 09. | Ohligser FC 06     | 22  | 44:62 | 18:26  |
| 10. | Borussia Velbert   | 22  | 32:82 | 10:34  |
| 11. | Spvg Remscheid 07  | 22  | 28:83 | 10:34  |
| 12. | Marathon Remscheid | 22  | 21:39 | 07:37  |

### Bezirk Linker Niederrhein
Staffel 1
| Pl. | Verein                     | Sp. | Tore  | Punkte |
| --- | -------------------------- | --- | ----- | ------ |
| 01. | Rheydter Spielverein       | 18  | 63:17 | 33:30  |
| 02. | CSV Marathon Krefeld       | 18  | 61:22 | 23:13  |
| 03. | Preussen Krefeld           | 18  | 51:31 | 22:14  |
| 04. | TuS Meerbeck               | 18  | 36:27 | 22:14  |
| 05. | Schwarz-Weiß Giesenkirchen | 18  | 39:39 | 22:14  |
| 06. | SV Neukirchen              | 18  | 41:39 | 20:16  |
| 07. | SC München-Gladbach        | 18  | 46:44 | 15:21  |
| 08. | TuS Grevenbroich           | 18  | 22:51 | 10:26  |
| 09. | VfR Neuß                   | 18  | 20:73 | 09:27  |
| 10. | TSV Kaldenkirchen          | 18  | 19:55 | 04:32  |

Staffel 2
| Pl. | Verein                     | Sp. | Tore  | Punkte |
| --- | -------------------------- | --- | ----- | ------ |
| 01. | Borussia München-Gladbach  | 16  | 45:23 | 24:80  |
| 02. | Union Krefeld              | 16  | 50:21 | 24:80  |
| 03. | Homberger SV               | 16  | 47:31 | 21:11  |
| 04. | Grün-Weiß Viersen          | 16  | 31:32 | 19:13  |
| 05. | TuS Lintfort               | 16  | 50:40 | 16:16  |
| 06. | FC 03 Süchteln             | 16  | 36:43 | 14:18  |
| 07. | SVG Neuß-Weißenberg        | 16  | 30:47 | 10:22  |
| 08. | Eintracht München-Gladbach | 16  | 25:43 | 08:24  |
| 09. | SuS 08 Krefeld             | 16  | 19:53 | 08:24  |

Sieger der Staffel 2 wurde Borussia München-Gladbach durch einen 1:0-Sieg am 1. Mai 1947 in einem Entscheidungsspiel gegen Union Krefeld. Im Endspiel um die Bezirksmeisterschaft schlug der Rheydter Spielverein am 4. Mai 1947 Borussia München-Gladbach in Rheydt mit 1:0.

### Bezirk Rechter Niederrhein
| Pl. | Verein                  | Sp. | Tore  | Punkte |
| --- | ----------------------- | --- | ----- | ------ |
| 01. | Rot-Weiß Oberhausen (M) | 22  | 54:22 | 37:70  |
| 02. | Hamborn 07              | 22  | 57:19 | 30:14  |
| 03. | Duisburger SpV          | 22  | 81:37 | 30:14  |
| 04. | Sterkrade 06/07         | 22  | 64:40 | 26:18  |
| 05. | Meidericher SV          | 22  | 50:31 | 25:19  |
| 06. | Union 02 Hamborn        | 22  | 41:34 | 21:23  |
| 07. | VfL Wedau               | 22  | 43:57 | 21:23  |
| 08. | TuS Duisburg 48/99      | 22  | 32:48 | 18:26  |
| 09. | VfB Speldorf            | 22  | 33:56 | 18:26  |
| 10. | VfB Lohberg             | 22  | 38:55 | 16:28  |
| 11. | Glück-Auf Sterkrade     | 22  | 34:65 | 14:30  |
| 12. | VfB Rheingold Emmerich  | 22  | 25:88 | 08:36  |

Das Entscheidungsspiel um Platz 2 gewann am 11. Mai 1947 Hamborn 07 gegen den Duisburger SpV mit 2:1 nach Verlängerung.

### Bezirk Ruhr
| Pl. | Verein                  | Sp. | Tore   | Punkte |
| --- | ----------------------- | --- | ------ | ------ |
| 01. | Sportfreunde Katernberg | 20  | 71:250 | 33:70  |
| 02. | TuRa 1886 Essen         | 20  | 71:350 | 29:11  |
| 03. | Rot-Weiss Essen         | 20  | 64:280 | 23:17  |
| 04. | VfR Essen               | 20  | 61:320 | 23:17  |
| 05. | Preußen Essen           | 20  | 65:480 | 22:18  |
| 06. | SV Werden 08            | 20  | 57:450 | 21:19  |
| 07. | SV Kray 04              | 20  | 36:560 | 19:21  |
| 08. | VfB Rellinghausen       | 20  | 32:540 | 17:23  |
| 09. | Schwarz-Weiß Essen      | 20  | 38:460 | 15:25  |
| 10. | SpVg Schonnebeck        | 20  | 29:760 | 12:28  |
| 11. | VfR Kupferdreh          | 20  | 31:110 | 06:34  |

## Endrunde
Die vier Bezirksmeister trugen eine einfache Endrunde zur Ermittlung des Niederrheinmeisters sowie zur Vergabe von drei Startplätzen in der neuen Oberliga West aus:
| Pl. | Verein                  | Sp. | Tore  | Punkte |
| --- | ----------------------- | --- | ----- | ------ |
| 1.  | Rot-Weiß Oberhausen     | 3   | 6:2   | 5:1    |
| 2.  | Fortuna Düsseldorf      | 3   | 10:30 | 5:1    |
| 3.  | Sportfreunde Katernberg | 3   | 06:12 | 1:5    |
| 4.  | Rheydter Spielverein    | 3   | 05:10 | 1:5    |

Die Platzierung der punktgleichen Mannschaften wurde nicht durch das Torverhältnis, sondern durch zwei Entscheidungsspiele am 7. Juni 1947 bestimmt. Rot-Weiß Oberhausen schlug Fortuna Düsseldorf in Duisburg-Hamborn mit 3:1 und wurde dadurch Niederrheinmeister. Im Spiel um Platz 3 schlugen die Sportfreunde Katernberg den Rheydter Spielverein in Duisburg mit 2:0. Rot-Weiß Oberhausen, Fortuna Düsseldorf und die Sportfreunde Katernberg erhielten das Startrecht in der neuen Oberliga West.

## Zusätzliche Qualifikation zur Oberliga West
In einer landesweiten Aufstiegsrunde wurden in Nordrhein-Westfalen zwei weitere Startplätze für die neue Oberliga West ausgespielt. Am Niederrhein ermittelten hierzu zunächst die vier Bezirksvizemeister in einer einfachen Runde Hamborn 07 als Teilnehmer an der Aufstiegsrunde:
| Pl. | Verein                    | Sp. | Tore | Punkte |
| --- | ------------------------- | --- | ---- | ------ |
| 1.  | Hamborn 07                | 3   | 5:20 | 4:2    |
| 2.  | TSG Vohwinkel             | 3   | 6:10 | 4:2    |
| 3.  | TuRa 1886 Essen           | 3   | 4:60 | 2:4    |
| 4.  | Borussia München-Gladbach | 3   | 4:10 | 2:4    |

Die beiden punktgleichen Erstplatzierten trugen ein Entscheidungsspiel am 28. Juni 1947 in Essen aus, das Hamborn 07 mit 3:0 gegen die TSG Vohwinkel gewann. Ein zweiter Teilnehmer vom Niederrhein an der Aufstiegsrunde wurde in einem Qualifikationsspiel am 2. Juli 1947 in Düsseldorf ermittelt, in dem der Rheydter Spielverein die TSG Vohwinkel mit 3:2 nach Verlängerung schlug. In der anschließenden Aufstiegsrunde sicherten sich Hamborn 07 sowie der westfälische Vertreter VfL Witten die ersten beiden Plätze und somit das Startrecht für die Oberliga:
| Pl. | Verein               | Sp. | Tore  | Punkte |
| --- | -------------------- | --- | ----- | ------ |
| 1.  | Hamborn 07           | 5   | 9:4   | 9:1    |
| 2.  | VfL Witten           | 5   | 6:5   | 8:2    |
| 3.  | SpVgg Röhlinghausen  | 5   | 6:6   | 5:5    |
| 4.  | Rheydter Spielverein | 5   | 11:11 | 3:7    |
| 5.  | Siegburger SV 04     | 5   | 09:12 | 3:7    |
| 6.  | Eschweiler SG        | 5   | 4:7   | 2:8    |

Die TSG Vohwinkel, die als Vizemeister des Bezirks Berg-Mark in der Qualifikation zur Aufstiegsrunde ausgeschieden war, erhielt nachträglich eine Punktegutschrift für ihre Bezirksligasaison, wodurch sie eigentlich zur Teilnahme an der Endrunde berechtigt gewesen wäre. Damit diese nicht komplett wiederholt werden musste, wurde der TSG Vohwinkel ein zusätzlicher Startplatz in der Oberliga West zugestanden, die daher in ihrer ersten Saison 1947/48 mit dreizehn statt wie ursprünglich vorgesehen mit zwölf Teilnehmern spielte.

## Britische Zonenmeisterschaft
Rot-Weiß Oberhausen und Fortuna Düsseldorf nahmen als Niederrhein-Vertreter nach Saisonende an der Britischen Zonenmeisterschaft 1947 teil. Fortuna Düsseldorf schied nach einer 0:4-Niederlage gegen Schalke 04 und einem 5:1-Sieg bei Alemannia Aachen in der westdeutschen Vorqualifikation aus. Rot-Weiß Oberhausen belegte nach einem 3:2-Sieg beim TSV Braunschweig, einer 1:3-Niederlage gegen den Hamburger SV und einer 1:4-Niederlage gegen den VfR Köln 04 rrh. den vierten Platz der Zonenmeisterschaft.